# Église Notre-Dame de Gloire d'Outeiro

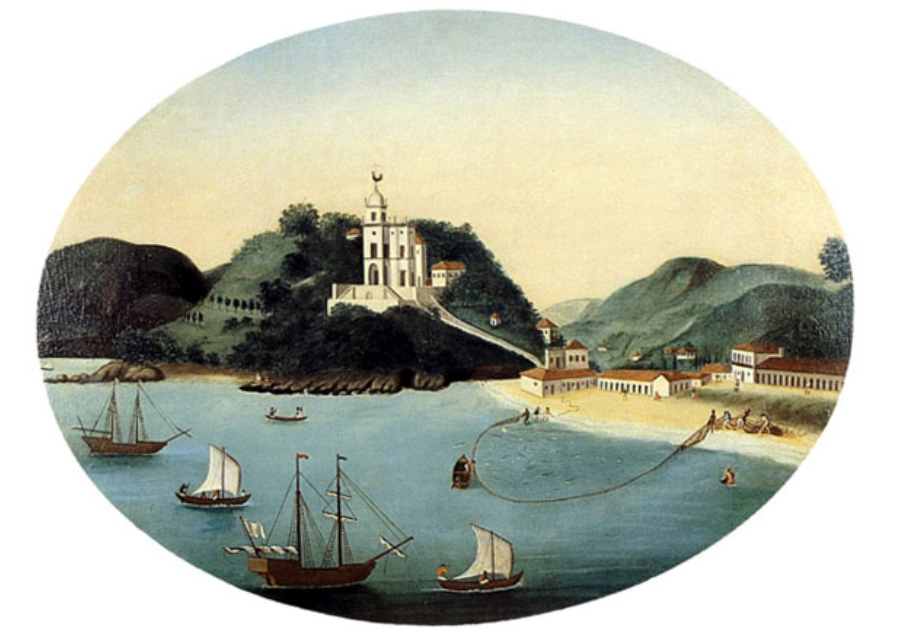
Église de la Gloire (Leandro Joaquim, vers 1790)

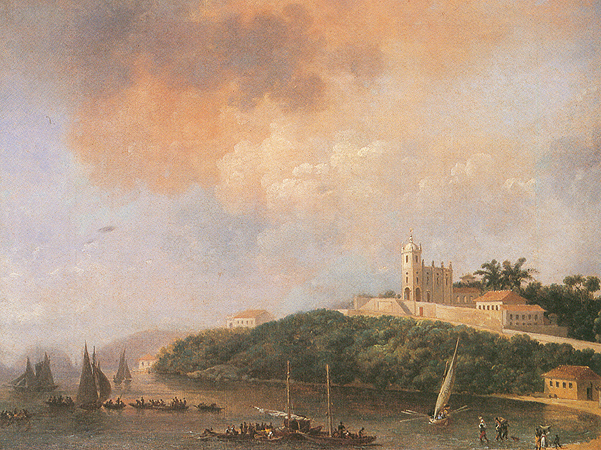
" Vue de l'Outeiro, plage et église de la Gloire " (Nicolas Antoine Taunay, 1817)

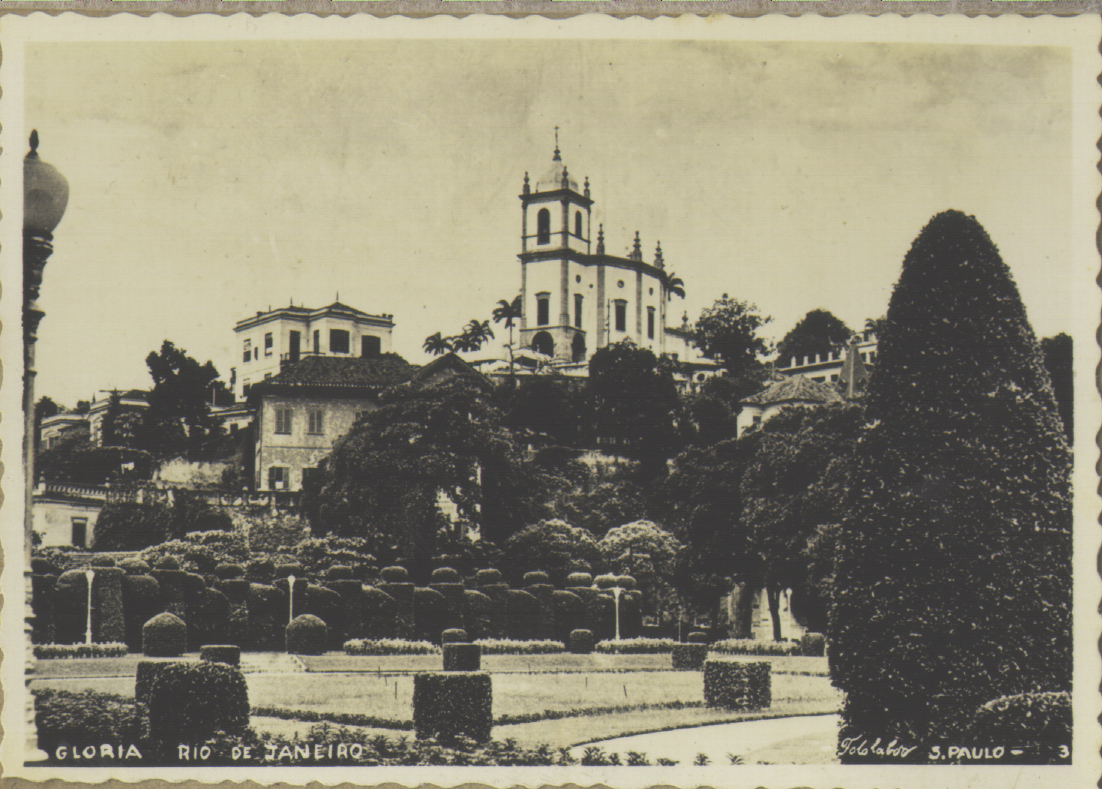
Image ancienne de l'église vue de Praça Paris.

Pour les articles homonymes, voir Église Notre-Dame.
L'église de Nossa Senhora da Glória do Outeiro, ou église impériale de Nossa Senhora da Glória do Outeiro, mieux connue simplement sous le nom d'Eglise de Gloire, se dresse au sommet d'Outeiro da Glória, dans le quartier de Glória, dans la ville de Rio de Janeiro, au Brésil. Construite en 1730, elle est considérée comme l'un des joyaux de l'architecture coloniale au Brésil et est l'un des monuments les plus caractéristiques de la ville. Compte tenu de son emplacement élevé, elle est facilement visible depuis le Parc de Flamengo et ses environs.

## Caractéristiques
Avec ses murs blanchis à la chaux, encadrées par des pierres de granit, elle est l'une des premières églises coloniales brésiliennes avec un plan polygonal dans le style baroque. Les antécédents portugais de ces églises se retrouvent à Lisbonne, comme dans l'Igreja do Menino Deus (commencée en 1711) par l'architecte royal João Antunes. Dans le Brésil colonial, des églises à plan polygonal sont construites à la fois à Recife (église São Pedro dos Clérigos, commencée en 1723) et à Salvador (église Nossa Senhora da Conceição da Praia, commencée en 1739). La forme générale de l'église, de deux octogones avec une tour à l'entrée, n'a pas d'antécédents au Brésil et pas d'antécédents clairs au Portugal.

## Chapelle Impériale
Après leur arrivée à Rio de Janeiro en 1808, la famille royale portugaise a eu une prédilection particulière pour l'église. Dans l'église, en 1819, la première fille de Dom Pedro I et de Dona Leopoldina, la princesse Maria da Glória, future reine Maria II du Portugal, a été baptisée. Dès lors, tous les membres de la famille impériale y ont été baptisés, y compris Dom Pedro II et la princesse Isabel. En 1839, Dom Pedro II accorda le titre « impérial »  à la confrérie, qui devint désormais connue sous le nom de « Confrérie impériale de Nossa Senhora da Glória do Outeiro ».

## Protection et restauration
L'édifice est répertorié par l'Instituto do Patrimônio Histórico e Artístico Nacional. Récemment, l'église a été restaurée avec l'aide de la Banque nationale de développement économique et social, grâce à une somme de 991 900 réals (2006).

## Galerie

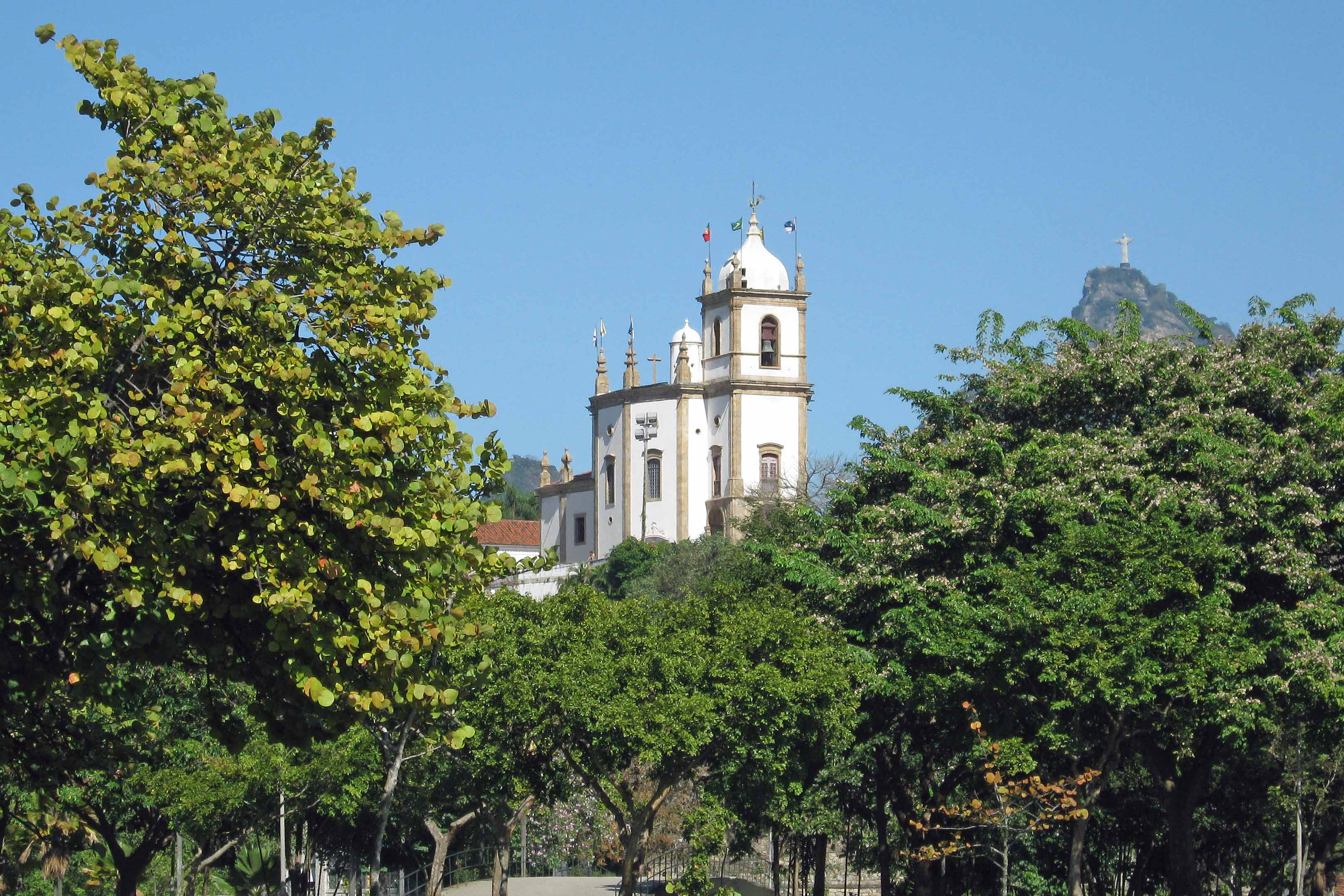
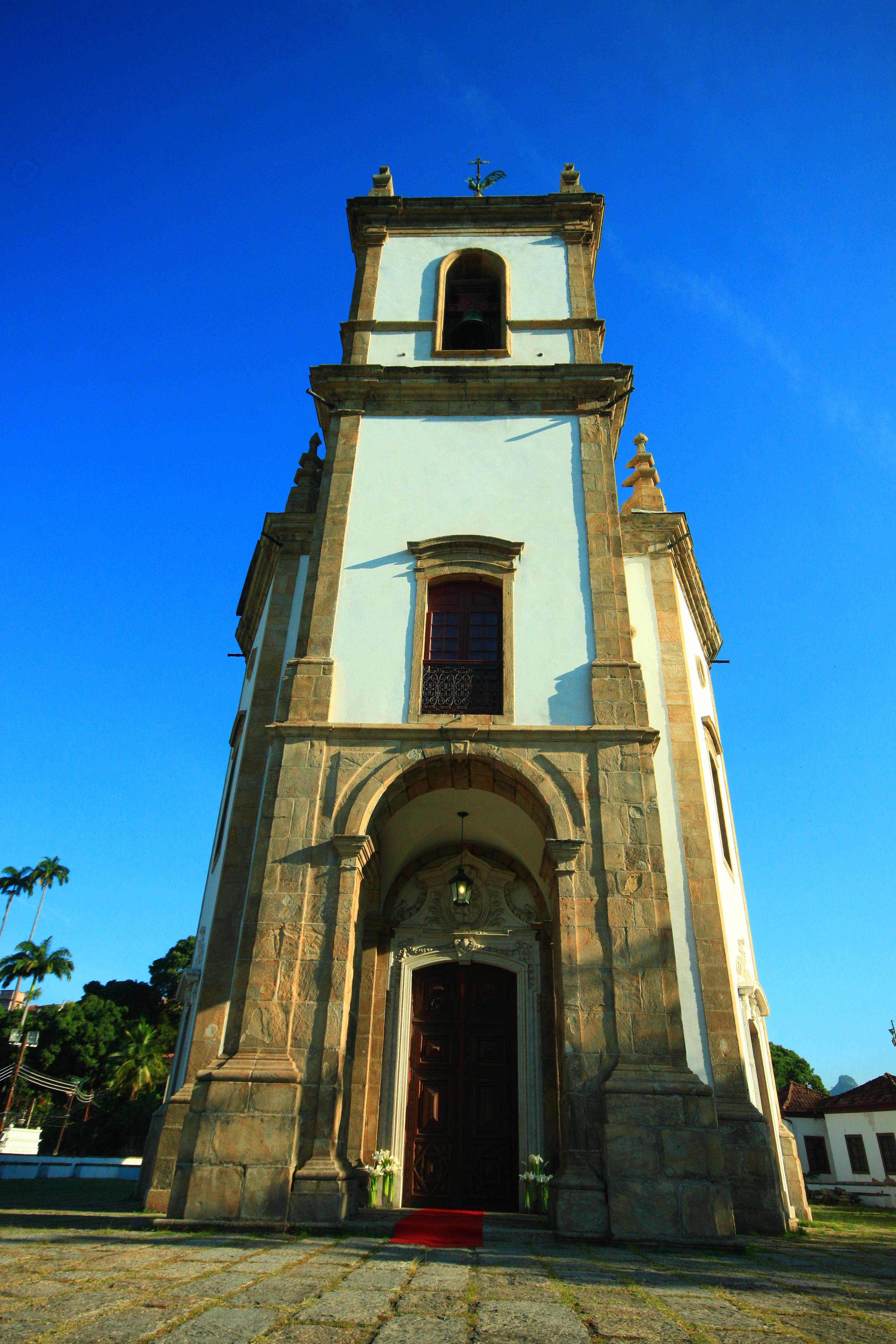
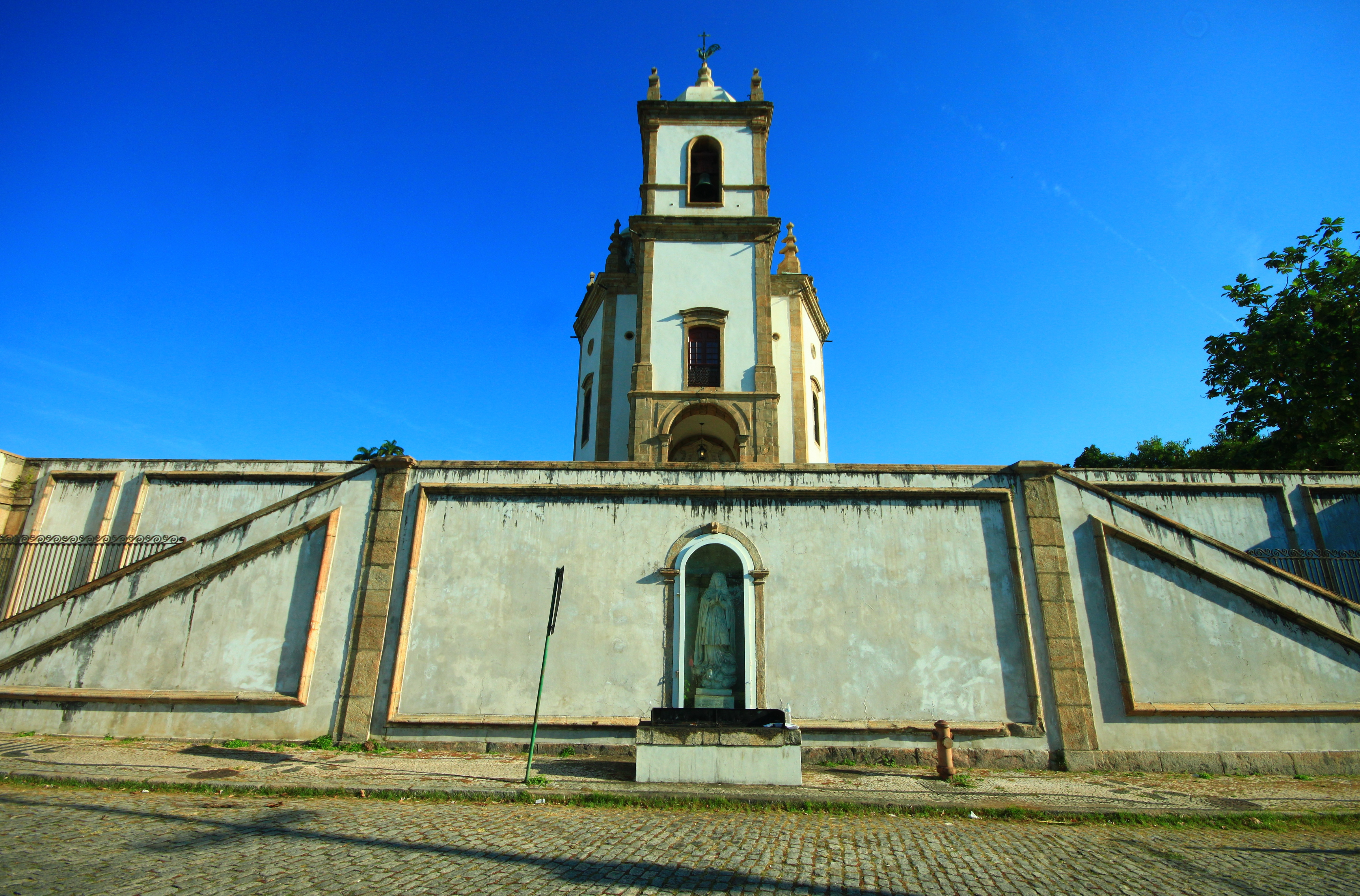
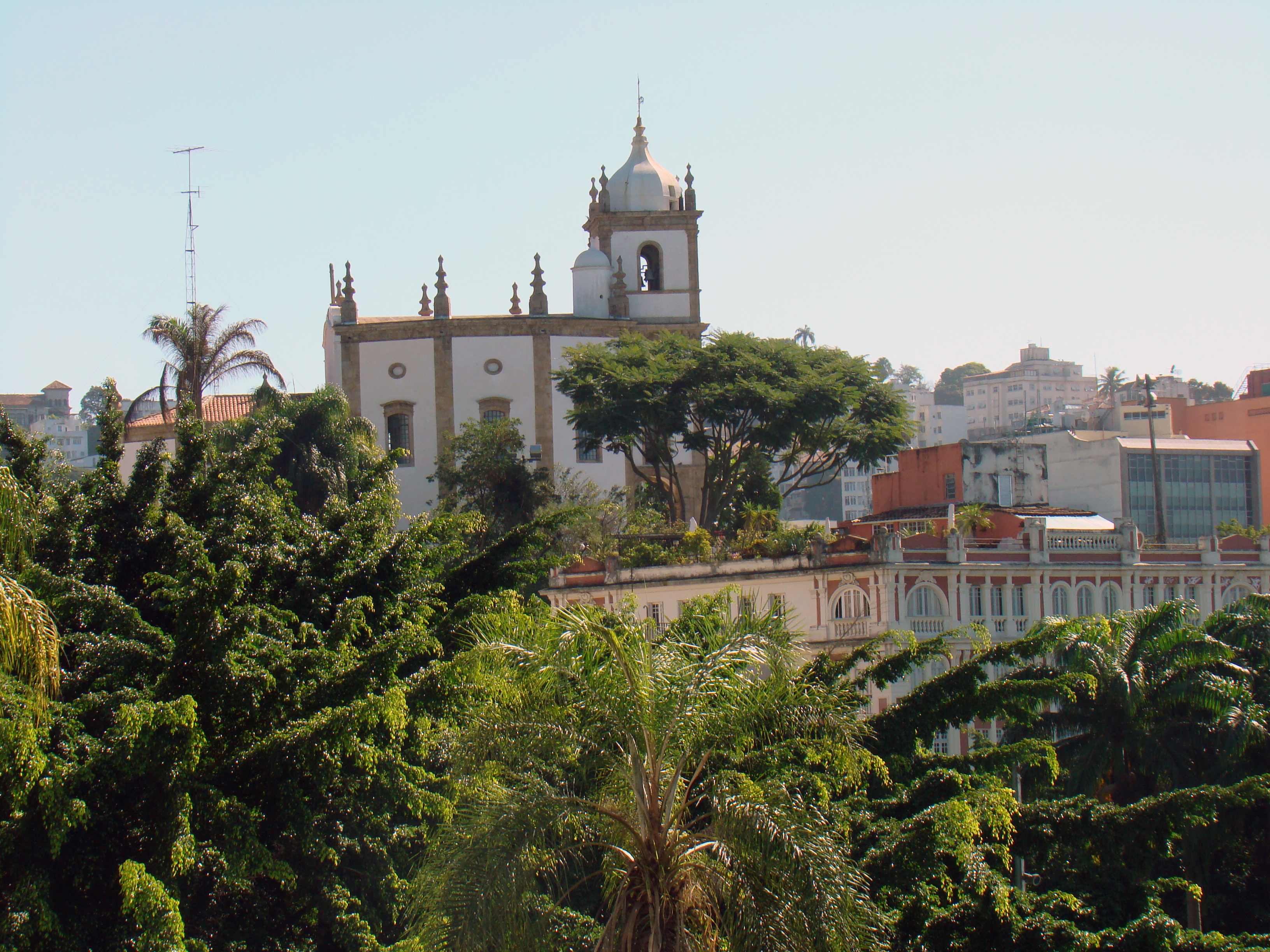
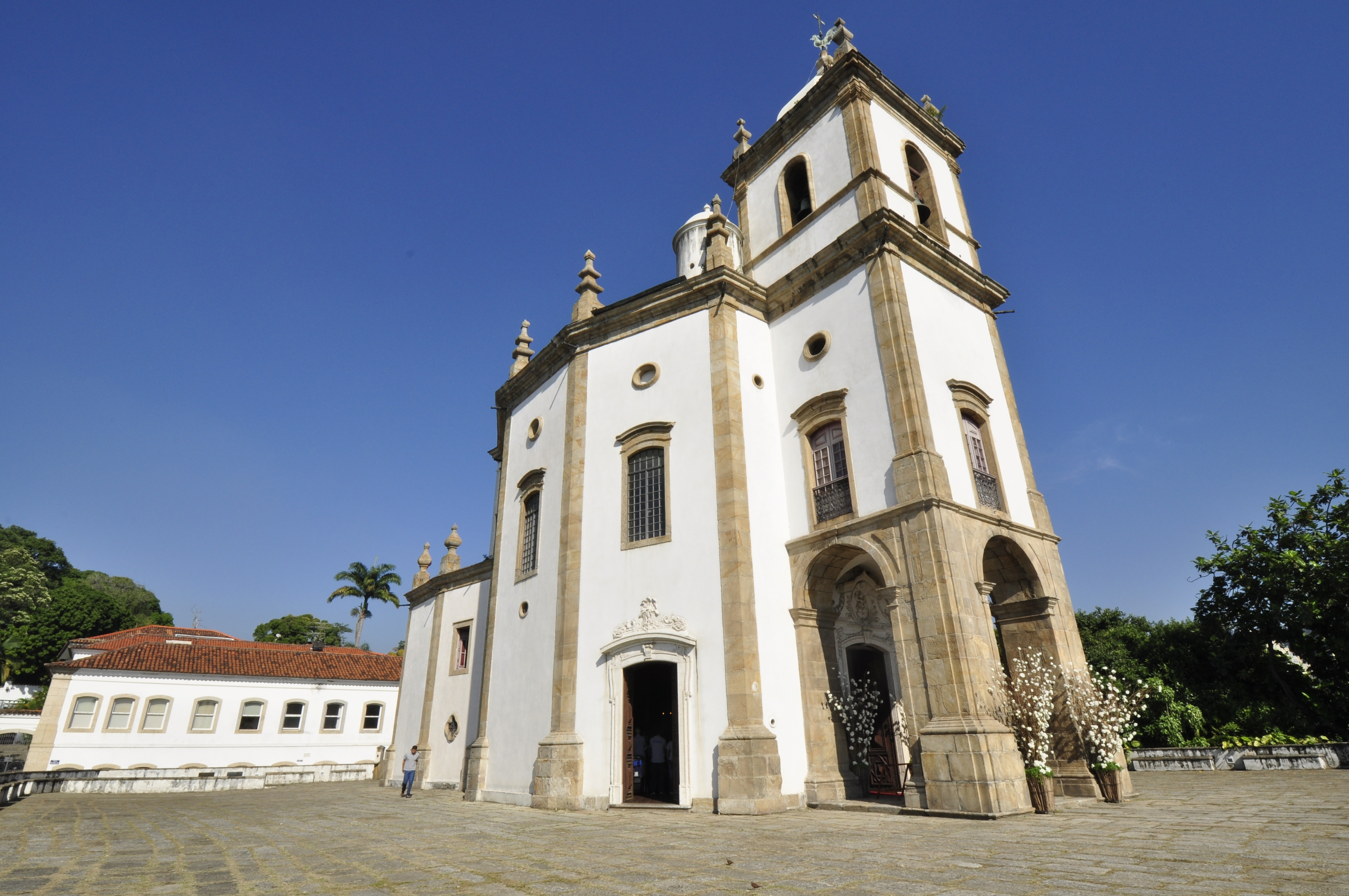